# Refugio nuclear

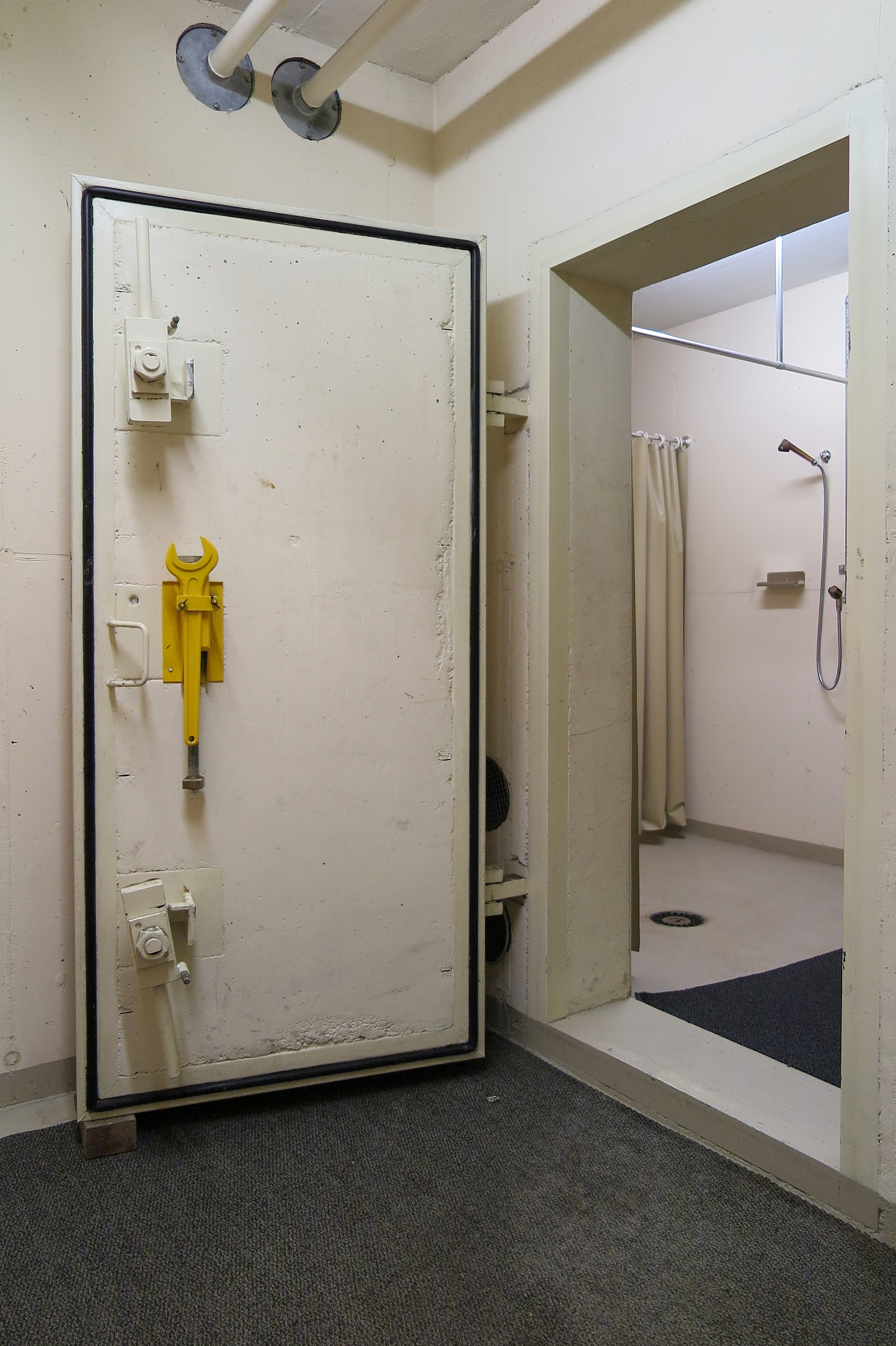

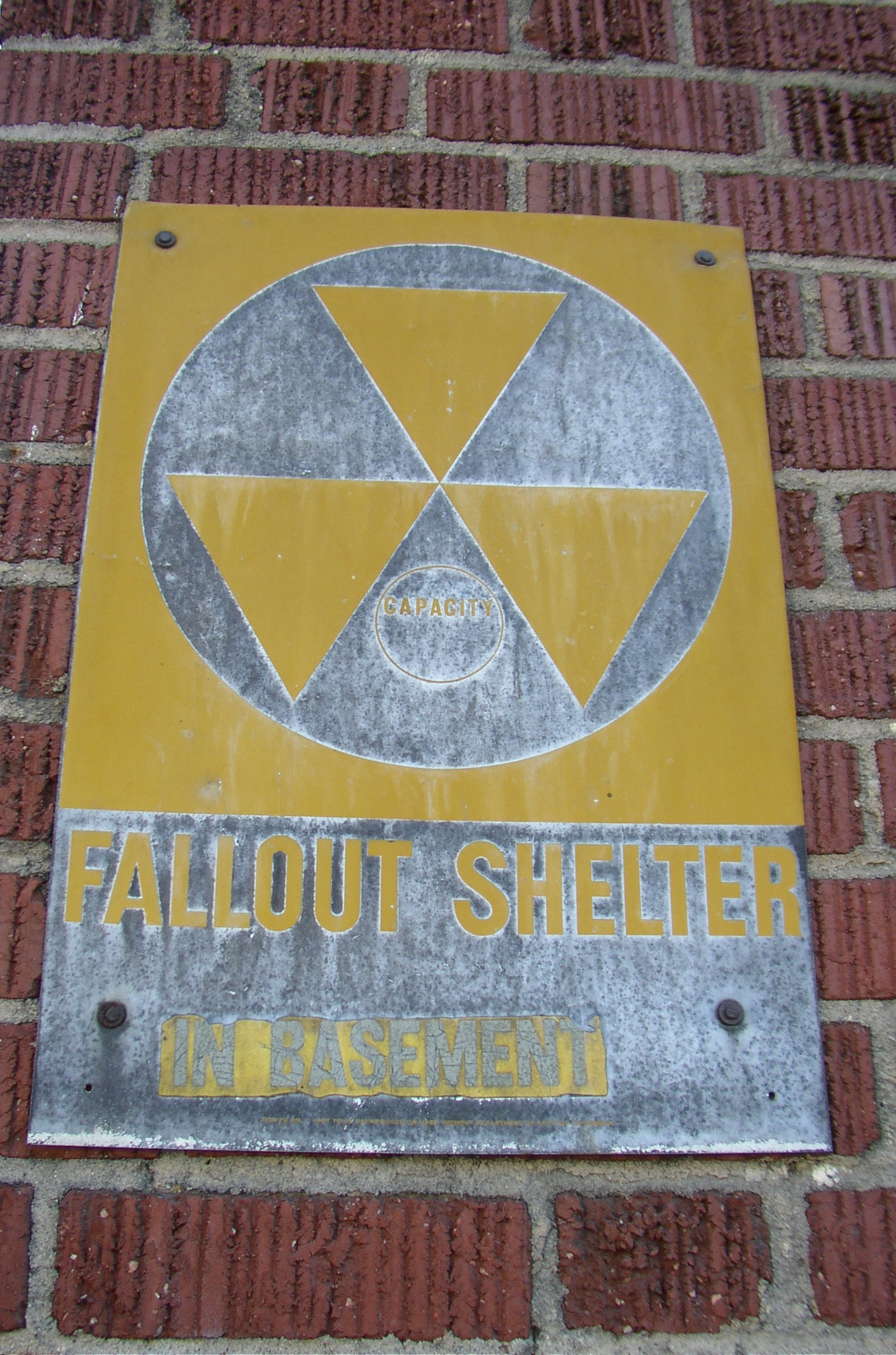
Señalización de un refugio en Nueva York.

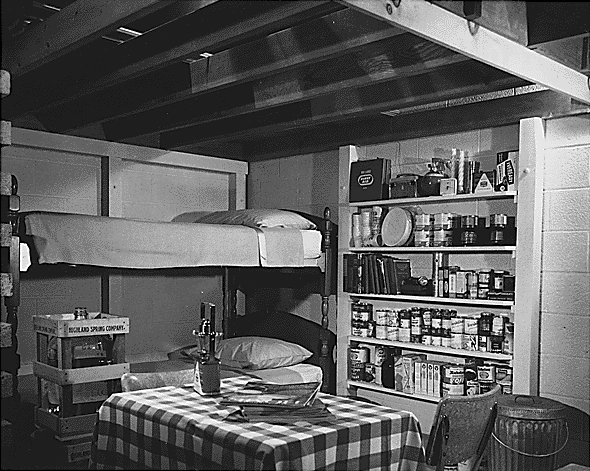
Prototipo estadounidense de un refugio - 1957.

Un refugio nuclear o refugio antiatómico es un espacio cerrado y confinado diseñado especialmente para proteger a los ocupantes de los desechos y la nube radiactiva resultantes de una explosión nuclear. Varios de estos refugios fueron construidos a manera de defensa civil durante la guerra fría.

## Trasfondo
Después de una explosión nuclear, la materia vaporizada que surge como resultado de la bola de fuego, se encuentra expuesta a los neutrones de la explosión, absorbiéndolos y consecuentemente volviéndose radiactiva. Al condensarse este material, forma partículas de polvo y arena ligera. La lluvia radiactiva emite radiación de partículas beta y rayos gamma.

## Historia
Durante la guerra fría numerosos gobiernos construyeron refugios para sus funcionarios de alto rango y para sus instalaciones militares importantes. Por igual, se tenía planeado construir refugios en los edificios existentes debajo del nivel del suelo. Durante la guerra fría, ante la posible amenaza de una posible guerra nuclear entre Estados Unidos y la Unión Soviética, se desarrollaron refugios nucleares en la gran mayoría de los países de cada bloque. Los refugios nucleares tuvieron su auge entre las décadas de 1950 y 1990, para después caer en el olvido.

## Norteamérica
Durante la década de 1950, los refugios nucleares empiezan a ganar popularidad en Norteamérica, sobre todo en Estados Unidos; durante la administración de Eisenhower el gobierno de Estados Unidos decidió que la Oficina de Defensa Civil y Movilización se hiciese cargo de promover y facilitar tanto el conocimiento de lo que podía provocar la lluvia radioactiva, como la facilitación de manuales para la construcción de refugios nucleares por parte de la población civil. Su auge en Estados Unidos ocurrió en la década de 1960, en la cual se construyeron una gran cantidad de refugios nucleares tanto en las urbes como en las zonas rurales, siendo el lugar con más refugios nucleares per cápita Washington D.C, ya que se encuentra la sede de gobierno. En Canadá los refugios nucleares no gozaron de la popularidad que tuvieron en Estados Unidos, ya que Canadá al no ser uno de los principales focos de la Guerra fría, como sí lo era Estados Unidos, no consideró necesaria la creación masiva de refugios nucleares para la población civil. No obstante, posteriormente el gobierno canadiense se percató y creó una serie de refugios nucleares destinados a uso gubernamental, y no de uso civil, que fueron llamados “Emergency Government Headquarters” aunque popularmente fueron conocidos como “Diefenbunkers” ya que fueron realizados durante el gobierno de John Diefenbaker.

## Europa
En Europa los refugios nucleares recibieron atención pública en la década de 1960, ya que fueron popularizados por la OTAN. Los países de Europa Occidental fueron los que más refugios nucleares construyeron, ya que hicieron para su gobierno y su población civil, mientras que los países del Pacto de Varsovia (Europa Oriental), los hicieron destinados a los funcionarios gubernamentales y no a la población civil, se hicieron confidencialmente y se mantuvieron así hasta el final de la guerra fría. En Europa del Este hay refugios nucleares conocidos como por ejemplo entre los más famosos se encuentran el Metro-2 de Moscú (el cual tenía múltiples usos, entre ellos ser un refugio nuclear), el Ark/D-0 el cual era el refugio nuclear del gobierno yugoslavo (hoy situado en Bosnia-Herzegovina), y el Objeto F-4 situado en Budapest, Hungría siendo el refugio nuclear del gobierno húngaro. Mientras que en Europa Occidental los países que más refugios nucleares construyeron fueron: Suiza, pudiendo albergar hasta el 114% de su población en refugios nucleares, seguido por Suecia con un 81% de su población pudiendo albergarse en un refugio nuclear en caso de que fuese necesario y Finlandia con un 70% (aunque actualmente el número va en aumento).

## Usos
Los refugios nucleares no solo son usados para proteger a la población en caso de una explosión nuclear, sino que su principal uso es proteger a la población de la lluvia radioactiva que ocurre después de la desintegración del hongo radioactivo, y estar preparado para suministrar alimento y medicinas a todas las personas que habitan en él. Hoy en día hay un debate de si estos serían realmente útiles ya que están pensados según la proporción de radiación irradiada de una bomba nuclear de los años 50 y hoy en día las bombas nucleares pueden provocar una cantidad mucho mayor de radiación que las que puede soportar el refugio nuclear, ya que si cayera en una ciudad de 500 000 habitantes la ciudad y su área metropolitana quedarían inmediatamente erradicadas (no como en el caso de Hiroshima y Nagasaki) incluyendo el refugio nuclear y todas las personas en su interior.

## Construcción y preparación técnica de refugios nucleares
En la actualidad, la construcción de refugios nucleares implica criterios técnicos rigurosos que buscan maximizar la protección y la autosuficiencia. Los refugios deben edificarse preferentemente bajo tierra, a una profundidad de entre 2,5 y 6 metros, con muros de hormigón armado de al menos 30 cm de grosor.

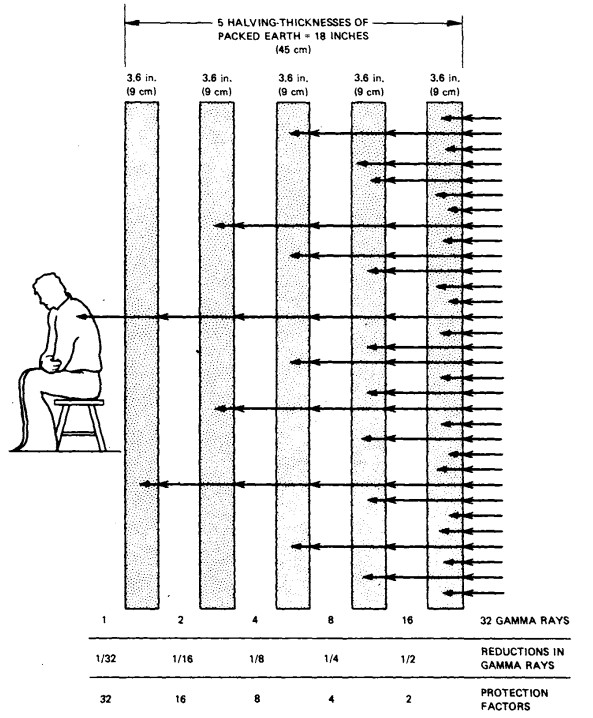
Efectividad de diversas capas protectoras de tierra compactada frente a la radiación. Cresson H. Kearny - 1979.

Es fundamental incorporar sistemas de ventilación forzada con filtros HEPA y de carbón activado, que garanticen aire limpio en caso de contaminación radiactiva. Los refugios también deben contar con reservas de agua potable (mínimo de 3-4 litros diarios por persona), alimentos no perecederos para al menos 15 días, y una fuente de energía autónoma como generadores diésel o paneles solares con baterías.
Otros elementos clave incluyen sistemas de saneamiento seco, iluminación LED de bajo consumo, sensores de CO₂, detectores de radiación y comunicaciones de emergencia. Todo el sistema debe estar diseñado para funcionar sin conexión al exterior durante un período prolongado, con condiciones mínimas de habitabilidad, temperatura controlada y organización del espacio por áreas (dormitorio, baño, zona común, almacenamiento).
Estos estándares reflejan un enfoque más técnico y actualizado frente a los modelos de la Guerra Fría, adaptado a amenazas nucleares modernas y necesidades de supervivencia prolongada.

## En la cultura popular
- El corto cinematográfico (propagandístico) Duck and Cover (1952) protagonizado por 'Bert the Turtle'.
- La película estadounidense Panic in the year Zero (1962).
- La Saga Metro (Metro 2033, Metro 2034, Metro 2035 y Metro Saint Petersburg) de Dmitry Glukhovsky.
- La serie The Twilight Zone (1961) en el episodio 'The Shelter'.
- Dr. Strangelove, How I Learned to Stop Worrying and Love the Bomb (1964) de Stanley Kubrick.
- La serie de videojuegos Fallout, sobre todo el Fallout: Shelter (2015) en el cual el jugador administra un refugio nuclear.